# 科馬洛福爾諾山
42°35′28″N 0°49′40″E / 42.59111°N 0.82778°E

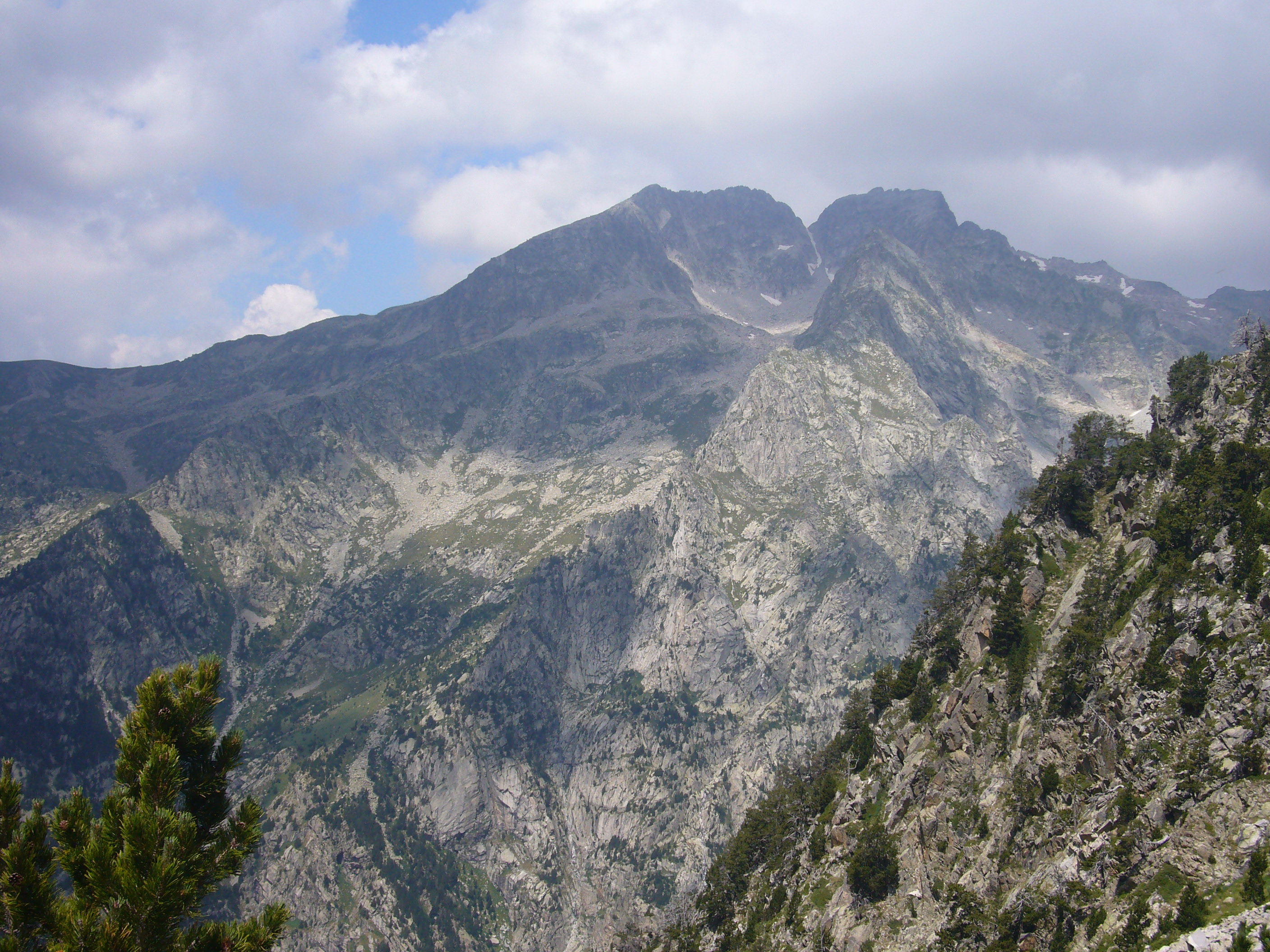

科馬洛福爾諾山（西班牙語：Comaloforno），是西班牙的山峰，位於該國東北部加泰羅尼亞，屬於比利牛斯山的一部分，海拔高度3,029米，人類在1882年首次登頂。